# Distrito de Yorongos
El distrito peruano de Yorongos es uno de los ocho  distritos que conforman la provincia de Rioja en el departamento de San Martín en el Perú. Su capital es la ciudad de Yorongos.
Desde el punto de vista jerárquico de la Iglesia católica forma parte de la prelatura de Moyobamba, sufragánea de la metropolitana de Trujillo y encomendada por la Santa Sede a la archidiócesis de Toledo en España.

## Geografía
Limita norte con el distrito de Rioja. La capital se encuentra situada a 860 m s. n. m.

## Economía
El distrito es activamente un área agrícola, la mayor parte de su superficie cultivada, cuenta con irrigación, y el 60% de la producción total corresponde al arroz, el 30% de la producción corresponde al café, un 6% de la producción corresponde al cacao y un 4 % otros .

## Población
Tiene 3.748 habitantes, con un total de 2,355 electores.

## Historia
El distritode Yorongos es considerado como Tierra de raza aborigen y primeros colonos, siendo creado cuando en el Departamento de San Martín se crea la provincia de Rioja, Ley N.° 8142 del 9 de diciembre de 1935.
El valle del Alto Mayo en época del Incanato y conquista, existían diversos sectores con agrupaciones de seres humanos que vivían en estado primitivo, a los cuales se conoce con el nombre de tribus. Los huacos, restos de cerámicas encontradas en las cuevas de la Velas, las piedras neolíticas halladas en varios lugares de nuestra jurisdicción y los restos humanos descubiertos el 12 de septiembre de 1993, en una de las muchísimas cavernas que existen a lo largo del recorrido de las laderas de los cerros, observándose caminos antiguos, destruidos por la naturaleza por haber sido abandonados en tiempos muy remotos todos todo esto indica la existencia de la tribu los yorongos.
El 22 de septiembre de 1,772 para fundar la ciudad de Santo Toribio de la Nueva Rioja, fueron encontradas las tribus Uquihuas, Chepenes, Illivalle, Soritor, Irinari, Yorongos, Nijaque, Aposento Posic, y muchos otros más de menos población, desapareciendo así  estas agrupaciones aisladas.

### Origen de Yorongos
Cuando el Obispo de Trujillo Baltasar Jaime Martínez de Compañón y el justicia mayor don Félix de la Rosa Reátegui y Gaviria, para fundar la ciudad de Santo Toribio de la Nueva Rioja, unificaron o concentraron a todas las tribus existentes en ese sector, entre ellos forma parte los Yorongos, lo cual llevó a la desaparición de estos clanes, después de transcurrir cientos de años, se asentó en este lugar un nuevo centro poblado llamado Yorongos; esto indica que no existe relación alguna entre los primeros habitantes del pueblo actual, con aquella tribu participante en la fundación de Rioja.

### Sectores del distrito
En la jurisdicción Distrital se encuentran varios sectores de los cuales muchos de ellos dedicados especialmente a la Agricultura y otros centros poblados, en su mayoría estos sectores llevan nombres antiguos, así como, Negro Cucho, Repartimiento, el Bado, Illivalle, Cesar Vallejo, (antes llamado Purus), Cocatambo, Uquihua, Las Velas, la Hoyada, Cuica, cuica rarca, Palo Podrido, Bella Florida, Chope Tumba, Santillos, Belén, Vista Alegre, Shintaco, La libertad, Concompillo, Paujilcillo, Nueva Tabalosos, Chepa, Upiana, Shiruyacu.

### Centros poblados
Yorongos, Capital del mismo nombre cuenta con cinco caseríos o Centros Poblados hacia el oeste está ubicado el caserío de Cesar Vallejo; por el sur están los caseríos de Bella Florida, Nueva Tabalosos y Belén, por la parte sureste se encuentra el caserío de la Libertad.

### División urbana
El radio urbano del distritode Yorongos, está dividido en cuatro barrios, el punto de referencia de la división es el eje de los jirones Bolívar con Leoncio Prado, la Ubicación de estos es como se indica:
- EL barrio el Triunfo.

- El barrio Vargas Maldonado

- El barrio Trece de Mayo.

- El barrio la Victoria

En el sector Nuevo Yorongos, en la parte alta de la localidad, existen dos barrios:
- El barrio El Progreso

- El barrio La Unión

### Población
Para especificar el porcentaje de crecimiento de la Población, mencionaremos los resultados de los censos de 2017, donde se empadronaron a 2446 pobladores en el radio urbano, y rural[cita requerida]

### Aspectos sociales
Los pobladores de Yorongos en los primeros años de su población era católico, motivo que lleva a una confusión en el nombre del pueblo porque se hablaba de San Francisco de Yorongos, esto se debe a la designación de San Francisco de Asís como patrón de Yorongos, dicha festividad se celebra con misa y procesión, acompañada por una banda de músicos y disparo de avellanas en su honor conmemorándose el 4 de octubre de todos los años, y como patrona tenemos a la Virgen de la Asunción, el cual se celebra el 15 de agosto de cada año.
Demostrando el fervor religioso también se celebra la fiesta del Niño o fiesta de Navidad, donde pastores y pastoras cantan y alaban al Dios nacido, en esta celebración se acostumbra servir chocolate con pan y Chicha a todos los presentes.
Como la mayor cantidad de habitantes procedían de Rodríguez de Mendoza, para ir a visitar a sus familiares lo hacían por tierra, quiere decir que el viaje lo hacían a pie por el camino a Pucatambo pasando por la cueva de Santo Cristo de Bagazán, donde colocaban sus velas encendidas en señal de agradecimiento por un milagro cumplido.
Estas personas llevaban como carga pates, arroz pilado y sombrero para regalar a sus familiares, para vender llevaban alambre de púa, machetes anchos y puñales, como fiambre preparaban Juanes para todo el trayecto, cuando el viaje se realizaba de Rodríguez de Mendoza a Yorongos, hacían como equipaje los perros, fríjol, chirimoyas, los dulces en cajetas, (pronunciando cajietas,) como fiambre les preparaban cecina y yuca asada, gallina y cuyes cangados, queso hervido, para que no se malogre en el trayecto; cuando existían los vuelos en aviones bimotores el viaje se realizaba en pocos minutos y el equipaje era igual como de costumbre llegando a traer animales domésticos vivos (gallinas, cuyes, perros, pavos). Para criar.
Los domingos se acostumbraba ir a Rioja a vender sus productos y a comprar las cosas que se necesitaba, este viaje lo realizaban a pie o a caballo, en el camino existían caminos muy pantanosos que cuando seguía el invierno los caballos no podían pasar.                     
Los jóvenes y señoritas acostumbraban escaparse todos los domingos a parar las unshas que consiste en prender una planta de palmera trenzada y adornada, alrededor de esta bailaban y luego al son de una alegre pandilla la derribaban, la pareja que la cortaba tenía que parar el próximo domingo y así esta costumbre se cultivó por mucho tiempo.
Se reunían entre vecinos y familiares para realizar algún tipo de trabajo por las noches, donde participaban personas adultas y menores; cortada de tabaco, desgranada de maní, desgranada de fríjol, y la trillada de arroz, en el desarrollo de estos trabajos asistían personas que deleitaban con sus ocurrencias y chistes, el dueño en forma de agradecimiento invitaba café con pan o mazamorra a todos los presentes, a la cual le llamaban quitasueño

### Recursos turísticos
Dentro de los recursos turísticos que existen en el distritotenemos:
- La encañada del río tonchima, está ubicado en centro poblado de Belen
- La Bocatoma del Canal de Irrigación, ubicada en el caserío de Nueva Tabalosos.

- Las cascadas o cataratas de la quebrada de las velas o quebrada de aguas blanca, localizada a 6 kilómetros de la capital del distrito al Suroeste.

- Las Cuevas de la Velas, donde los montaraces que llegaron por primera vez encontraron huacos antiguos los cuales fueron llevados a lima y otros lugares del país, lleva el nombre de cueva de las velas, pues cuando conocieron de esta, organizaron una expedición organizada por profesores que tenían el apellido Vela, y por ello lo llamaron cueva de las velas, y además porque las rocas se parecen a las ceras de las velas cuando se derrite, esta cueva está ubicada a doce kilómetros de Yorongos al suroeste.

- Las Cavernas, ubicada a lo largo de toda la ladera de cerro, donde se encontraron restos humanos, que fue visitada por una delegación conformada por Profesores y algunos padres de familia de la escuela primaria N.º. 00551.

- Las vistas panorámicas y las zonas elevadas de algunos sectores que no supieron cuidar la tala indiscriminada por el hombre, así como el de chope punta, la cima de la cueva de las velas.

- La playa San Francisco, ubicada a 4 km de Yorongos

- El cementerio Incaico, ubicado en el sector la conga.

### Actividades socioeconómicas
La población Yoronguina en su mayoría es agrícola y ganadera, un pequeño porcentaje se dedica al comercio, y un número muy reducido son empleados públicos, En el transcurso del tiempo la actividad preponderante es la agricultura que ha tenido etapas muy distintas, hasta 1,968 la población producía para su consumo, pero a partir de 1,968 la población se dedicó a la siembra de tabaco, incentivados por los préstamos que recibían los agricultores para este trabajo.

Con la llegada de los emigrantes de los departamentos de Amazonas, Cajamarca y la costa norte del Perú, a partir de 1,972 la agricultura experimentó un nuevo cambio, porque estos trajeron nuevas formas de cultivo, especialmente el sembrío de arroz bajo riego, y juntos con estos agricultores fueron llegando algunas personas que se dedican a la extracción de madera con motosierra, hoy en día la mayoría de los agricultores se están dedicando a la siembra de café, también la actividad principal es la siembra de arroz en las zonas bajas, regándose los terrenos por medio de un canal de irrigación, en las zonas altas se siembra yuca, plátano, maíz, fríjol, y otros productos de pan llevar, también en estas zonas se dedican a la crianza de ganado vacuno, y a la extracción de madera sufriendo de esta manera nuestro medio de una tala indiscriminada y poniendo en riesgo la existencia de muchas especies vegetales y la existencia de nuestra flora y fauna.

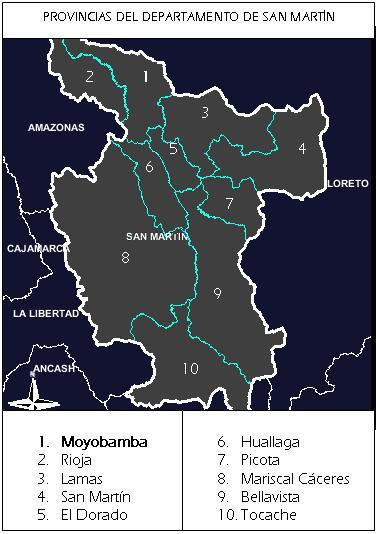
División política del Departamento de San Martín.